# Ramón Castro Ruz
Ramón Eusebio Castro Ruz (Birán, 14 oktober 1924 – Havana, 23 februari 2016) was een Cubaanse revolutionair en activist. Hij was de oudste broer van Fidel en Raúl Castro en een sleutelfiguur van de Cubaanse Revolutie.

## Biografie
Ramón Castro is de oudste broer van Fidel en Raúl Castro. Hij groeide op in Birán, in het oosten van Cuba. Hij studeerde landbouwkunde en bracht zijn leven door met het verzorgen van gewassen en vee. In de jaren zestig hield hij toezicht op de suikerproductie in Cuba om de productie te helpen verhogen, en hij richtte verschillende staatsbedrijven op die de productie en het transport van voedselgewassen verzorgden. Hij nam ook deel aan landbouwonderzoek. "Fysiek lijkt hij sprekend op zijn broer Fidel, een enorme, zwaargebouwde, norse beer van een man, met een lelijke baard, een rood gezicht, een norse manier van doen, een plagerige glimlach en helder dansende ogen," schreef de Amerikaanse journaliste Sally Quinn, die in 1977 de zeldzame kans kreeg om een interview af te nemen in Cuba. Habaneros en toeristen verwarden Ramón met zijn broer Fidel, als ze elkaar in de straten van Havana passeerden. Hij verklaarde dan: "Nee, soy Mongo", met een bijnaam uit zijn jeugd die alleen zijn vrienden en familie kenden.
Hij was niet actief in gewapende opstand zoals zijn broers, maar hij hielp wel bij de revolutie als kwartiermaker voor de troepen van Fidel en Raúl, door hen wapens en voorraden te sturen. Hij legde ook pijpleidingen van de steden naar de troepen in het veld aan en onderhield ze. Hij produceerde ook een brandstof op alcoholbasis voor Cuba tijdens een benzinetekort. Later zei hij dat hij een netwerk van 1200 man leidde: "Allemaal dieven. We stalen dingen voor de oorlog."
Na de revolutie werd de familieboerderij eigendom van de staat. Af en toe lag hij overhoop met de nieuwe regering. In november 1959, nadat Fidel de krant Prensa Libre had aangeklaagd wegens verzet tegen de revolutie, kwam Ramón de krant verdedigen. De officiële krant van de regering hekelde Ramón vervolgens in een hoofdartikel op de voorpagina, waarin stond dat hij zich in de jaren vijftig niet aan de zijde van zijn broers bij de opstandelingen had aangesloten vanwege zijn "gebrek aan moed en het permanente verlangen om geld te verdienen". Een jaar later werd hij aangevallen vanwege zijn rol in de Cuba Cane Growers Association, een organisatie die was ontbonden vanwege haar banden met Amerikaanse belangen vóór de revolutie en een gebrek aan enthousiasme voor de revolutie nadat deze was geslaagd. Voordat de oogst van dat seizoen werd afgesloten, riep hij op om de lonen voor 200.000 arbeiders op particuliere suikerrietboerderijen te verhogen tot het niveau van de lonen op coöperatieve boerderijen.
Hij werkte als adviseur voor ministeries en richtte de staatsbedrijven op die de productie van sinaasappelen en het transport van suikerriet beheerden. Hij was een van de oprichters van de Communistische Partij van Cuba in 1965 en was afgevaardigde in de Nationale Vergadering, de Cubaanse wetgevende macht. Hij bestudeerde en implementeerde verbeterde productietechnieken in de suikerriet- en melkveehouderij. In de jaren negentig hielp hij de invoer van vee uit Florida te vergemakkelijken, waardoor een nieuw runderras ontstond. Over de roem van zijn broer zei hij: "Fidel heeft één ambitie. Ik heb een andere. Zijn ding is politiek. Het mijne is de straat. Ik ben vrij, en hij zit in een soort gevangenis." In tegenstelling tot de president bleef hij sigaren roken tot de dag dat hij stierf.
In 2007, toen Fidel herstelde van een operatie, zei Ramón tegen een interviewer dat hij "het heel goed doet, beschermd door de socialistische heiligen..... Wij broeders zijn allemaal erg veerkrachtig."
Hij en zijn vrouw Janice hadden drie kinderen, Ramón Omar, Lina en Ángel Castro. Ramón Castro overleed op 23 februari 2016. Zijn dood werd aangekondigd in Granma, de officiële krant van de Cubaanse Communistische Partij. Zijn broer Fidel stierf 9 maanden later op 25 november 2016.